# Kees Versluys
Kees Versluys  is een Nederlands zanger.
In 1993 deed Versluys mee aan de Soundmixshow. Tijdens de live-uitzending werd hij geraakt door een camerakraan, waardoor zijn hoofd begon te bloeden tijdens het optreden. Hij zong zijn lied terwijl zijn hoofd bloedde, waarna Henny Huisman het optreden staakte en na een ingelast reclameblok Versluys het optreden zonder bebloed hoofd kon overdoen. Hij werd uiteindelijk derde.
Zijn singles Verslaafd aan jou, Ik heb Sjans en Ik wil de nacht met je delen kwamen in de tipparade van de Nederlandse Top 40 terecht. In 1999 maakte hij de single In Lijn. Van het album Endeavour kwamen in 2000 de singles Honky Tonk Ball en Endeavour.
Versluys trad  in 2010 in Nederland en Amerika op met shows waarin hij een ode bracht aan Elvis.